# Walhallow
Walhallow es una localidad en la región de North West Slopes en Nueva Gales del Sur, Australia, ubicada cerca del río Mooki. El pueblo está en la esquina sureste del área de gobierno local del Gunnedah Shire Council, 370 kilómetros al noroeste de la capital estatal, Sídney, y a 34 kilómetros al oeste del pueblo más cercano de tamaño considerable, Quirindi. Según el censo de 2006, la aldea, junto con Caroona, tenía una población de 179 habitantes.
Walhallow está ubicado en el lugar donde anteriormente se encontraba una reserva aborigen en Nueva Gales del Sur en Australia. Anteriormente era conocida como la misión de Caroona. Fue incorporada por primera vez en 1895 luego de una aplicación realizada el año anterior a la Junta de Protección de Aborígenes. El área inicialmente incorporada era de 150 hectáreas, las cuales fueron expandidas a 230 en 1899. La reserva fue abolida en 1962, pero se les permitió a los residentes quedarse en el lugar hasta 1973 cuando la tierra fue transferida al Aboriginal Lands Trust bajo la Ley Aborigen de 1973 (NSW).
La aldea consiste de 42 casas de ladrillo y baldosa. Desde 1979, estos materiales reemplazaron a las casas de madera y fibro que habían sido construidas en los años 1940. La administración de estas casas está dividida entre dos corporaciones; 23 casas por el Consejo de Tierras Aborígenes Local de Walhallow y el resto por la Corporación Aborigen de Walhallow. La aldea también cuenta con un salón comunitario, una iglesia y un centro de atención médica primario (clínica). Este último actualmente es utilizado como las oficinas del Proyecto Comunitario de Desarrollo de Empleos  (CDEP según sus siglas en inglés). La Escuela Pública de Walhallow es tan solo una de cinco escuelas en Nueva Gales del Sur que cuentan con un alumnado enteramente aborigen.
Luego de obtener fondos de la ahora desaparecida Comisión Aborigen y de Isleños del Estrecho de Torres, la aldea fue equipada por completo con casas, caminos mantenidos y servicios mejorados de agua y alcantarillado para 1998. En 1997 Wallhallow fue seleccionado como finalista en la categoría "pueblos pequeños" en los premios Tidy Towns.

Hoy en día Walhallow es una resreva modelo, como se los diría cualquier persona que ha visitado otras reservas. Su gente son un pueblo orgulloso, feliz y generoso que por lo general se pueden integrar a las comunidades blancas en las áreas aledañas, aunque no siempre eligen hacerlo.Levett in Levett & Baker 1990, p.6

Existe otra localidad llamada Walhallow en las coordenadas 17°47'0.27"S 135°39'43.53"E.